# Вестготська навала на Рим (410)
Вестготська навала на Рим — захоплення та пограбування міста Рим вестготами, на чолі з королем Аларіхом, що відбулось 24–27 серпня 410 року. Вдалому захопленню Рима передувала низка військових кампаній вестготів в 401—410 роках. На той час Рим уже не був столицею Західної Римської імперії, його місце зайняла Равенна, але мав за собою статус «вічного міста» та був культурним центром імперії.
Перша спроба облоги Рима вестготами відбулася 408 року, у результаті якої після отримання бажаного викупу були відновлені переговори з імператором Гонорієм про умови миру й постійного поселення готів. Перемовини не закінчились успіхом і 409 року Аларіх знову вирушив на Рим. Наляканий імператор сховався у Равенні, а Аларіх змусив сенат проголосити новим імператором префекта Рима Аттала. Щоб зберегти за собою владу, Гонорій пішов на поступки готам, проте під час мирних переговорів у тилу армії Аларіха відбувся напад на готів, в якому Аларіх звинуватив Гонорія. В якості помсти за цей напад, 24 серпня 410 року готи Аларіха захопили Рим 
Хоча на той момент Рим вже не вважався столицею і не мав ніякого стратегічного значення, але розуміння того, що «вічне місто», яке простояло непорушно протягом 800 років, з 390 р. до н. е., коли його було взято галлами на чолі з Бренном, було знову захоплене, зробило цю подію шокуючою для сучасників. Захоплення «вічного міста» вестготами 410 року вважається однією зі сходинок до Падіння Західної Римської імперії. З цього приводу Єронім Стридонський писав з Вифлеєма: «Місто, яке захопило весь світ, було захоплене».

## Передумови

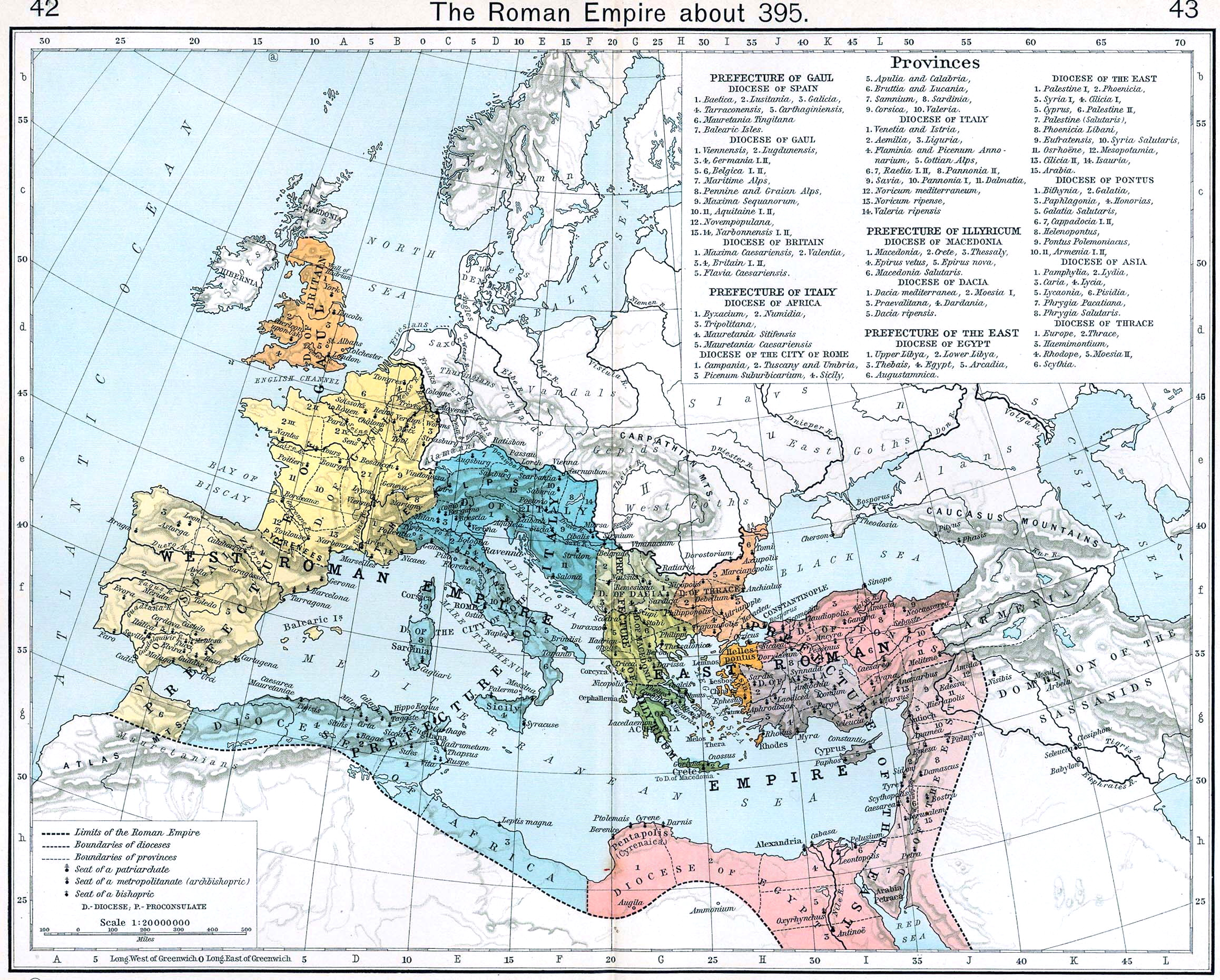
Розподіл Римської імперії в 395 році

Феодосій Великий, останній імператор цілісної Римської імперії перед смертю розділив її територію між двох синів — Аркадієм і Гонорієм. Східна, багата та стабільна частина зі столицею в Константинополі, пізніше відома як Візантія, дісталась старшому сину Аркадію. Західна, бідніша та нестабільна частина відійшла молодшому сину Гонорію, якому на той час було всього 10 років. Через це йому було призначено опікуна Флавія Стиліхона, який по суті і залишався повноправним правителем Західної Римської імперії.
У III столітті германські племена раз у раз проривали укріплені кордони Римської імперії, проте, з великими зусиллями римським військам вдавалося вибивати варварів назад. І хоча частину прикордонних земель довелося віддати — імперія трималася. Справжня катастрофа почалася з появою в Європі кочових племен гунів. З невідомих причин вони покинули азійські степи біля кордонів далекого Китаю і рушили в тисячокілометровий шлях на Захід. У 375 гуни напали на германські племена готів, які жили на той час в Північному Причорномор'ї за межами Римської імперії. Готи були прекрасними воїнами, але орди гунів скоро зломили їх опір. Одна частина готів — остготи — скорилася гуннам. Інша — вестготи — всім народом відступила до римських кордонів, сподіваючись хоча б ціною підпорядкування Рима врятуватися від грозного ворога, який прийшов з глибин Азії.
Близько 375 року гуни на чолі величезних мас варварських племен рушили із прикаспійських степів на захід. В II столітті гуни кочували на схід до Каспійського моря, звідки вони стали поступово просуватися на захід, підкорюючи собі племена Північного Кавказу і Поволжя. Так утворилася федерація із гунів, готів, аланів та інших народів. Частина готів, яка жила в нижній частині Дунаю, звернулася до імператора Валента з проханням дозволити їм поселитися на римській території, на що імператор дав згоду, але за умови, якщо вони будуть беззбройними. Так варвари перейшли через Дунай, пронісши потайки зброю.
Поселившись в Мезії, готи деякий час жили спокійно, але високі податки, корупція уряду і насильство з боку римських чиновників підбурило їх на повстання, яке відбулося 378 року. Готи почали грабувати Фракію. Валент розумів, що він не зможе перемогти варварів сам, і тому викликав на допомогу із Галлії Граціана. Але не дочекашись його, Валент уже зіткнувся з готами на чолі з Фрітігерном у битві при Адріанополі, де зазнав поразки і помер. Після цього готи, не зустрічаючи серьйозного опору, розсіялись по всьому Балканському півострову.
Граціан, якому знову довелося повернутися в Галлію, призначив нового імператора Сходу Феодосія I, сина імператора Валентиніана I. Ставши імператором, Феодосій почав збирати військо для боротьби з варварами. Він почав витісняти їх з Фракії, але приборкати готів вдалося тільки після приходу Граціана. У 382 році Феодосієм був підписаний договір з вестготами. В угоді було зазначено, що готи можуть знову оселитися в Мезії, в якості союзників Римської імперії, та повинні нести військову службу.
У 391 році у вестготів з'явився новий вождь Аларіх, якого вони проголосили королем. За його правління готи знову почали нападати на Балканський півострів, але у 392 році генерал Флавій Стиліхон розбив Аларіха та змусив його повернутися назад. У 394 році Аларіх керував вестготами у складі армії Феодосія під час вторгнення у Західну Римську імперію. У битві на річці Фригід Феодосій переміг узурпатора Євгенія. І хоча Аларіх отримав посаду коміта, але відносини між готами і римлянами ставали дедалі напруженішими.
При імператорі Феодосії їм виділили землі у Фракії і Дакії, на Балканах. Землі ці перебували під римським суверенітетом і мали статус автономії. Передбачалося, що готи забезпечуватимуть військовий захист цих територій.

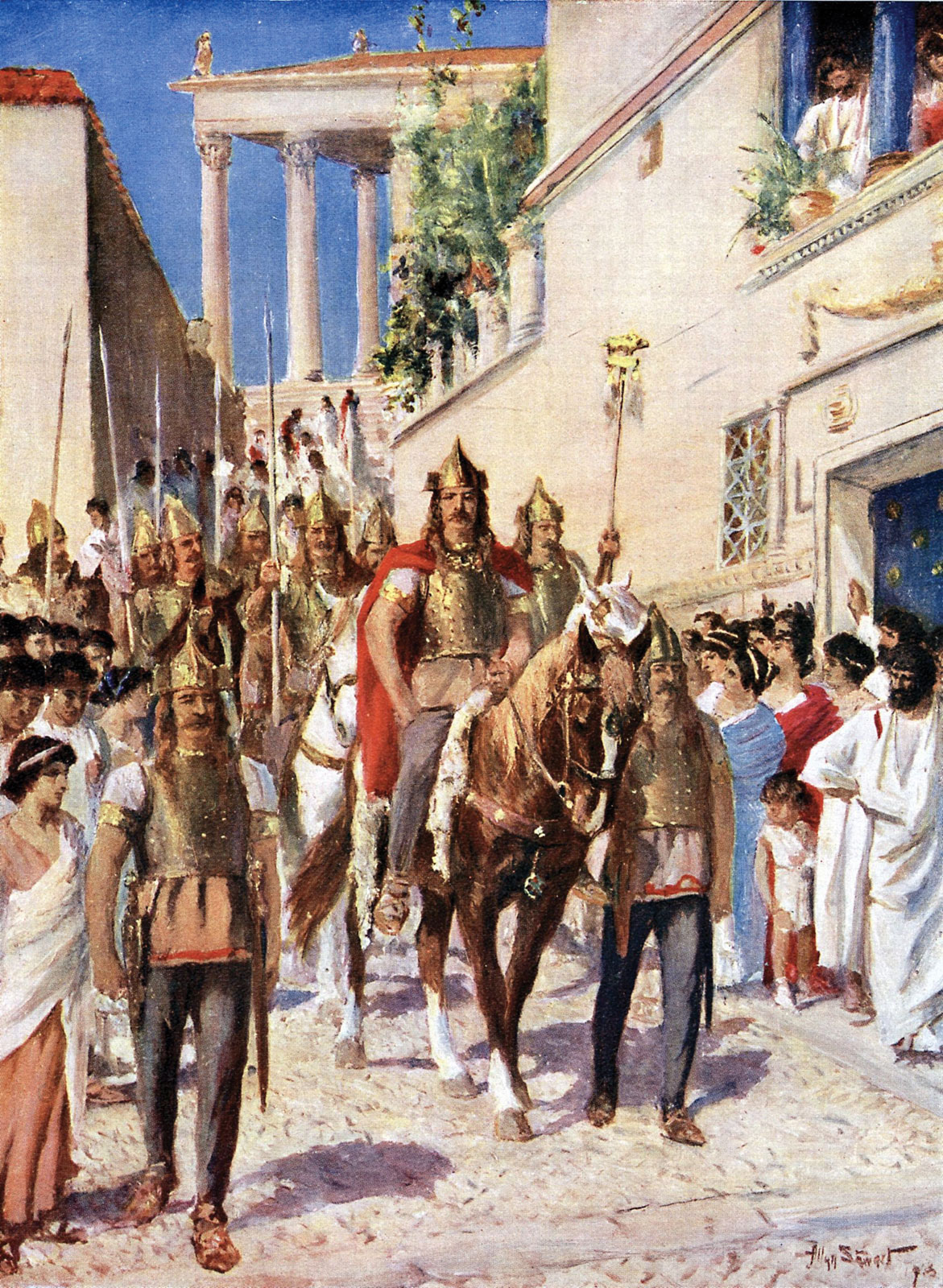
Аларіх і вестготи в Афінах. Ілюстрація, 1920-ті роки.

Після смерті Феодосія у січні 395 року укладений ним союз з Аларіхом не був продовжений, оскільки вестготи вважали, що їх договір із Римом закінчився. Аларіх швидко повернув своїх воїнів на землі в Мезії, зібрав більшу частину готів у провінціях Дунаю, які під його керівництвом вторглися у Фракію, та наблизився до східної римської столиці Константинополя. Але Руфін, консул Східної Римської імперії, зумів переконати Аларіха залишити Константинополь і вестготи рушили у Грецію, де зруйнували Пірей, взяли великий відкуп з Афін, розграбували і спалили Коринф, Аргос і Спарту. Навесні 397 року вони дісталися до Епіру, де заключили договір з імператором Аркадієм. Східному римському уряду довелося запропонувати Аларіху посаду magister militum в Іллірії, надавши йому римське командування і дозвіл, щоб він міг забрати необхідні ресурси, включаючи озброєння, для своєї провінції. Авреліан, новий преторіанський префект Сходу після страти Євтропія, позбавив Аларіха його титулу в Ілліріку в 400 році.

## Перше вестготське вторгнення до Італії

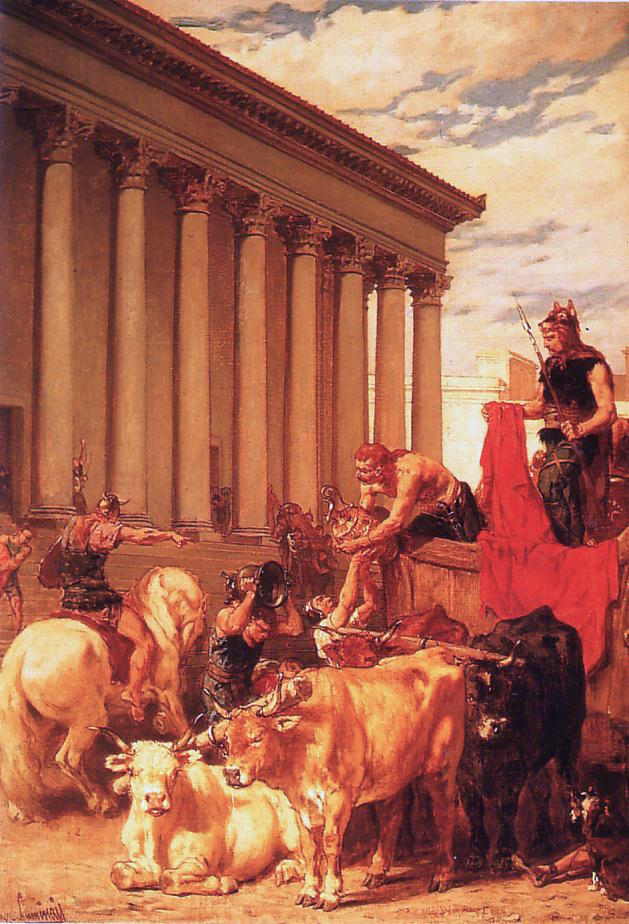
Захоплення Рима. Еварісте Вітал Люмінес. Нью-Йорк, галерея Шерперд

У 401 році Аларіх та його військо почали наступ на Італію, куди дісталися в листопаді. Взимку наступного року готи підкорили рівнинну частину Венеції, після чого рушили до Медіолана. Дізнавшись про наближення армії головнокомандувача усіма військами імперії Флавія Стиліхона, готи зняли облогу столиці імператора Гонорія і рушили далі на Захід, проте римляни наздогнали їх у передгір'ї Альп і 4 квітня 402 року завдали їм поразки у битві при Полленції. Змушені повернутись на Схід, влітку того ж (або наступного, 403-го) року готи були ще раз розбиті під Вероною і, перейшовши Альпи, рештки армії Аларіха отаборились біля Далмації і Паннонії в долині ріки Сава.
Згодом Аларіх став союзником Стиліхона, погодившись допомогти завоювати Іллірік. З цією метою у 405 році Стиліхон проголосив Аларіха magister militum Іллірка. Однак, того ж року в Італію вторгся варварський король Родогайс. Стиліхон і римляни, підкріплені аланами, готами на чолі із Сарусом і гунами на чолі із Улдіном, зуміли перемогти Родогайса в серпні 406 року. Після спустошення північної Італії, 12 000 варварів Родогайса були залучені до римської військової служби, а інші були поневолені.
Стиліхон примирився зі Східною Римською імперією в 408 році, і вестготи під керівництвом Аларіха втратили для нього інтерес. У тому ж році навесні Аларіх взяв під контроль частину Норіка і верхньої Паноннії. За що вимагав у Гонорія 288 тис. солідів, що дорівнює кількості грошей, зароблених однією сенаторською сім'єю за рік. А також погрожував вторгнутися в Італію. Знаючи Аларіха, Стиліхон спробував переконати сенат прийняти його умови і знову взяти на службу в якості головнокомандувача римськими військами в Галлії, де минулого року владу захопив узурпатор Костянтин III. Це викликало підозри про змову Стиліхона з варварами, і таким чином відбувся заколот римських солдат, у ході якого 22 серпня 408 року у Равенні Стиліхона було схоплено і страчено. Солдати ж без усякого наказу напали на сім'ї варварів, які проживали у Римі, вбиваючи жінок і дітей і грабуючи їхнє майно. 30 тисяч родичів загиблих звернулися до Аларіха з бажанням спонукати його піти проти римлян.
Однак Аларіх бажав затвердити мир з імперією. Він запропонував Гонорію обмінятися заручниками, вимагав обіцяну данину і обіцяв, в свою чергу, відвести військо з Норіка в Паннонію. Але Гонорій відмовився укладати мир з Аларіхом, та в той же час не вжив жодних істотних приготувань до війни.
У 408 готи захопили римську провінцію Норік і вимагали грошову компенсацію за стільки років бездіяльності. Але Стиліхон вже не зміг вирішити цей конфлікт. Втрутився імператор Гонорій, який до цього часу помітно змужнів. У Стиліхоні він бачив реальну загрозу своїй владі, а тому, спираючись на частину аристократії, вирішив покінчити зі своїм опікуном.
У серпні 408 Стіліхона заарештували та стратили, звинувативши в державній зраді. Після цього багато варварів, які оселилися на землях імперії після союзу Аларіха з Стиліхоном, були вбиті, а їх майно розграбовано. Дізнавшись про це, готи вирішили рушити на Рим і захопити «вічне місто».

### Перша облога Рима
Другий похід Аларіха в Італію відбувся через шість тижнів після страти Стиліхона. Повідомлення про це він надіслав своєму зятю і наступнику Атаульфу, із закликом приєднатись до нього з військом готів та гунів. Поки Атаульф з військом прямував до нього, Аларіх, не чекаючи їх, восени 408 року з Норіка перейшов Юлійські Альпи, безперешкодно перетнув річку По у Кремоні й попрямував до Рима, не затримуючись на облоги великих міст і розграбовуючи попутні при можливості. У жовтні 408 року Аларіх з'явився під стінами Рима і оточив його, ізолювавши від зовнішнього світу. Гонорій при цьому засів в Равенні, ретельно зміцнивши свою столицю, покинувши Рим напризволяще.
Восени 408 року військо вестготів в пергший раз взяли в облогу Рим.
У Римі жило близько 800 тис. осіб, що робило його найбільшим у світі. Коли Аларіх почав облогу Рима, по місту прокотилася хвиля паніки. Була навіть спроба відновити язичницькі ритуали у все ще релігійно змішаному місті, щоб відбити вестготів. Папа Інокентій погодився на це за умови, що усе буде зроблено приватно. Однак язичницькі священники сказали, що жертвоприношення можна було зробити лише публічно на Римському форумі, і ця ідея була відкинута.
Серена, дружина Стиліхона і двоюрідного брата імператора Гонорія, перебувала на той момент у місті і заохочувала римське населення впустити військо Аларіха. За це римський сенат приговорив її до страти.
Надії на допомогу від імператорського уряду зникли, коли облога продовжувалася, й Аларіх взяв під свій контроль ріку Тибр, яка перерізала постачання в Рим. Зерно було розподілено на половину, а потім на третину від попередньої суми. Голод і хвороби швидко поширилися по всьому місту, а гнилі тіла залишилися непоховані на вулицях. Римський сенат зрештою вирішив послати двох посланців до Аларіха. Коли посланці хвалилися йому, що римські люди навчені воювати і готові до війни, Аларіх розсміявся і сказав: «Густішу траву різати легше, ніж рідку». Посланці запитували, за яких умов може бути знята облога, й Аларіх висунув свої вимоги, у яких зазначив, що місто повинно віддати все золото і срібло, предмети побуту і  рабів-варварів. На запитання посланеця - що залишиться громадянам Рима. Аларіх відповів: «Їх життя». Зрештою, місто було змушене дати готам 5000 фунтів (1600 кг)  золота, 30 000 (9800 кг)  фунтів срібла, 4 000 шовкових тунік, 3000 пурпурних покривал і 3000 фунтів перцю в обмін на зняття облоги. Варвари, яких звільнили від рабства, теж пристали до Аларіха, їх було близько 40 тис. Щоб зібрати необхідні гроші, римські сенатори повинні були зробити внесок відповідно до своїх коштів. Це призвело до корупції та зловживань, і ця сума була мізерною. Тоді римляни знесли і розплавили язичницькі статуї і святині, щоб компенсувати різницю. Зосим повідомляє, що однією з таких статуй була статуя богині Віртус, і, коли її розплавили, здавалося «все, що залишилося від римської доблесті і безстрашності було повністю ліквідоване».
Отримавши від Гонорія викуп, в грудні 408 року вестготи зняли облогу і вирушили до Етрурії, відновивши переговори про умови миру.

## Друге вестготське вторгнення до Італії

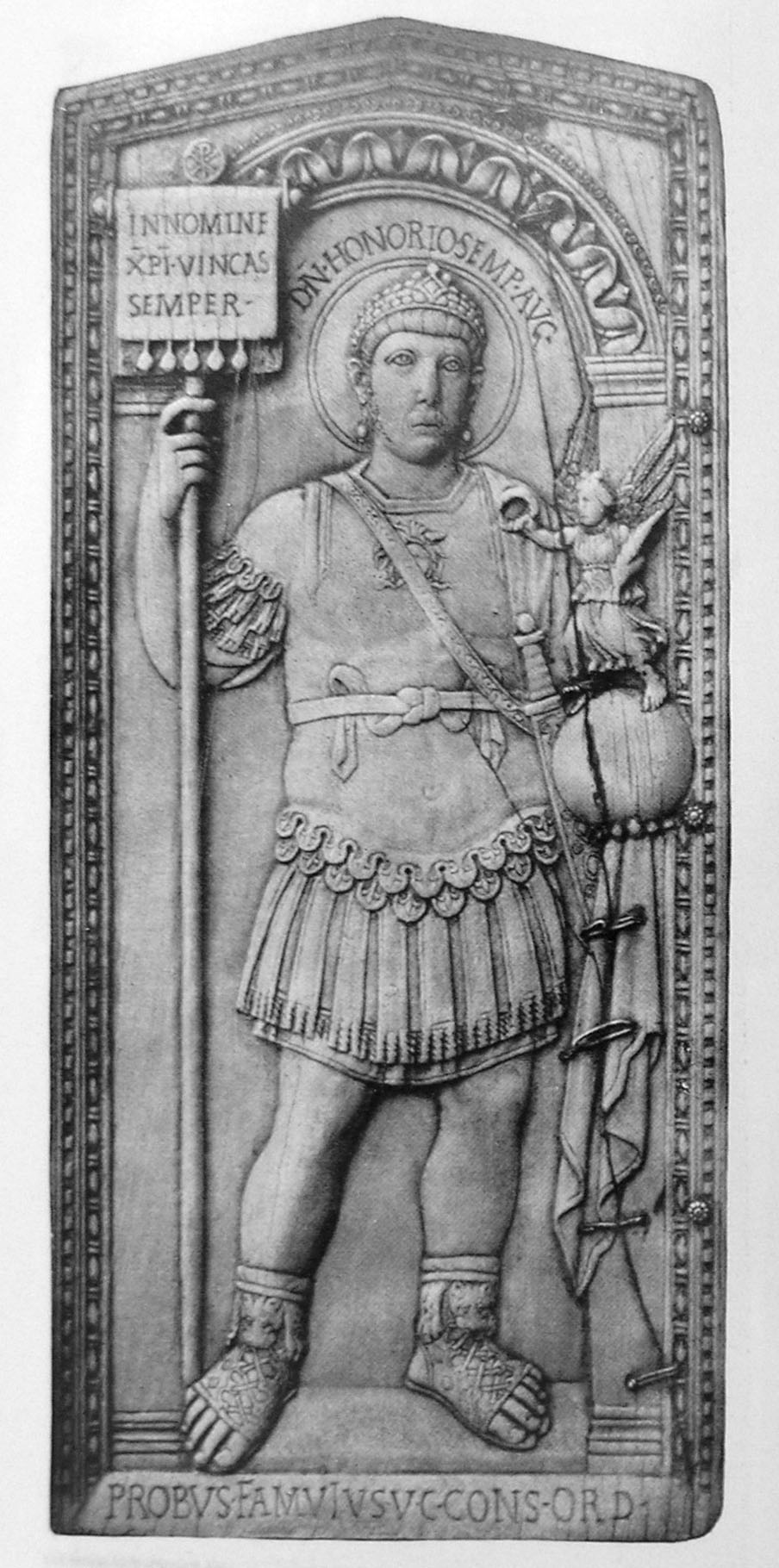
Західноримський імператор Гонорій зображений на консульському диптиху Пробуса

В Італії зберігалося невизначений стан «ні війни, ні миру», що викликало анархію на території країни. Коли родич Аларіха — Атаульф з незначним загоном прямував з Паннонії на з'єднання з Аларіхом, біля Пізи, їх перехопили імперські війська (імператорська гвардія і 300 гунів) з Равенни під командуванням Олімпія, фаворита Гонорія. 1100 готів загинуло. Ця локальна перемога не змінила загального положення, що призвело на початку весни 409 року до падіння Олімпія і піднесенню нового фаворита при дворі Гонорія, Іовія.
У січні 409 року Сенат направив посольство до імператорського двору у Равенні, щоб умовити імператора примиритися з готами. Також вони повідомили про те, що Аларіх хоче отримати не тільки гроші, але й синів римської знаті у якості заручників. На цих умовах він був готовий укласти не тільки мир, а й військовий союз з імператором. У свою чергу Гонорій, під впливом Олімпія, відмовився і послав п'ять підрозділів з Далмації, загальним числом в 6 тисяч солдатів, для зміцнення гарнізону Рима. Аларіх перехопив їх на марші і майже всіх знищив. За словами Зосими врятувалася лише сотня людей з їх командиром Валенсом.
Друге сенаторське посольство, на цей раз серед них був і папа Інокентій I, було відправлено з готськими охоронцями до Гонорія, щоб благати його прийняти вимоги вестготів. Імператорський уряд також отримав повідомлення про те, що Атаульф з готами перетнув Юліанські Альпи в Італії з наміром приєднатися до Аларіха. Зібравши усі наявні римські війська на півночі Італії, Гонорій розмістив 300 гунів імператорської гвардії під командуванням Олімпіуса і, можливо, інших сил, та наказав йому перехопити Атаульфа. Війська зіткнулися біля Пізи, і хоча в тій битві загинуло 1100 готів, Олімпус був змушений відступити назад, що згодом призвело до його усунення від влади. На його місце Гонорій призначив Йовіна, який був другом Аларіха і прихильником Стиліхона, що дозволило відкрити нові переговори. Зустрівшись в Ріміні, Аларіх висунув свої вимоги, такі як щорічна виплата данини золотом і зерном, право готам розселитись в Далмації, Венето і Норіку і вищий командний пост у римській армії для себе особисто. Йому було відмовлено, після чого Аларіх розгнівався і перервав переговори, Йовіну довелося повернутися в Равенну. Після цього Гонорій вже був твердо налаштований на війну, Йовін в свою чергу поклявся на голові імператора, що ніколи не укладе мир з Аларіхом. Почувши, що Гонорій намагався набрати 10 тис. гунів для боротьби з готами, Аларіх передумав і відновив переговори. Він зібрав групу римських єпископів і пославши їх до Гонорія з новими умовами. На цей раз він просив лише право на розселення в Норіку та стільки зерна, скільки імператор вважає за потрібне. Але навіть на цей раз уряд Гонорія, пов'язаний клятвою та наміром воювати, відкинув пропозицію. Після цього Аларіх знову рушив на Рим. Взявши Портус, він відновив облогу Рима в кінці 409 року.
Знову зіткнувшись з поверненням голоду і хвороб, сенат погодився на вимогу Аларіха проголосити імператором префекта Рима (варвара за походженням) Пріска Аттала, який навіть дозволив хреститися. Він призначив Аларіха військовим магістром, а Атаульф отримав посаду доместика, після чого облога була знята.
Варвари Аларіха з новообраним імператором Атталем рушили на Равенну з метою скинути Гонорія. Невелику частину військ Аттал відправив в північну Африку, щоб повалити намісника Гонорія в стратегічно важливій провінції, що забезпечує продовольством Рим. За словами Зосими, Гонорій навіть запропонував Атталу розділити імперію між ними. Однак Аттал погодився лише на його вигнання. У повній ізольованості й охоплений панікою Гонорій готувався втекти до Константинополя, аж ось 4 000 східноримських солдатів з'явилися на доках Равенни, щоб захистити місто. Геракліан переміг війська Аттала, тим самим скоротивши поставки зерна в Рим, викликав голод не тільки у городян, але й серед готів. Аларіх хотів відправити свої війська, щоб вторгнутися в Африку і захопити провінцію, але Аттал знову відмовився, не довіряючи вестготам. Зрозумівши, що Аттал не стане їхньою маріонеткою, Аларіх викликав його в Ріміні і влітку 410 року урочисто позбавив імператорських регалій і звання.і відправив регалії влади в Равенну. Після цього Гонорій погодився почати переговори з готами.

## Третя облога та захоплення Рима

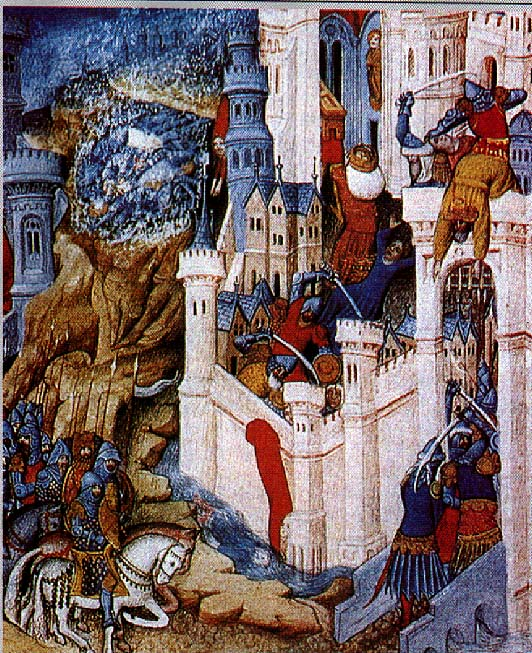
Вестготська навала на Рим у 410, мініатюра, Франція, 1475—1480

Повалення Аттала стало необхідною умовою відновлення переговорів Аларіха з Гонорієм, які зустрілися особисто під Равенной і, як вважають історики, були близькі до укладення угоди. У цей момент за словами Зосими «поза всяких очікувань доля піднесла іншу перешкоду». Під час проведення чергових переговорів з Гонорієм, які відбулися за 12 кілометрів від Равенни, в той час, як Аларіх чекав на зустріч, на нього напав готський командир Сар з невеликим загонів в 300 воїнів. Маючи особистий конфлікт із Атаульфом, він перейшов на бік римлян. Сар не бачив нічого доброго для себе особисто в разі мирного договору Гонорія з Аларіхом, і тому вирішив раптово атакував готів, убивши кількох із них. Аларіх, обурений цим нападом, відмовився від переговорів з Гонорієм і повернувшись до Рима, почав третю і останню облогу цього міста.

### Пограбування Рима

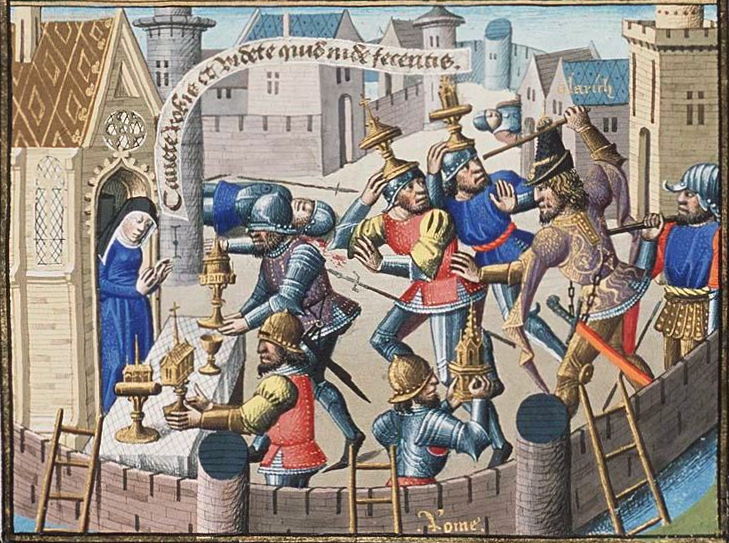
Захоплення Рима Аларіхом. Французька мініатюра, 1475—1480 рр.

24 серпня 410 року вестготи увірвались до Риму через північну Porta Salaria (Соляну браму). Свідок падіння Рима, письменник з Константинополя Созомен повідомив тільки, що Аларіх взяв Рим зрадою. Пізніші письменники передають вже легенди. Прокопій (середина VI століття) привів дві версії подій. За однією з них Аларіх подарував римським патриціям 300 доблесних юнаків, видавши їх за рабів, які в домовлений день перебили варту і відкрили ворота Рима. За іншою версією ворота відкрили раби однієї знатної жінки Проби, яка «зглянулася над римлянами, що гинули від голоду та інших лих, бо вони вже стали поїдати один одного».
За словами сучасника Сократа Схоластика, готи «спустошили місто, багато з чудових його будівель спалили, скарби розграбували, кількох сенаторів піддали різним тортурам і умертвили». За словами Созомена, автора «Церковної історії», Аларіх наказав не чіпати лише храм Святого Петра, під склепіннями якого врятувалось чимало містян.
Багато з великих будівель міста були розграбовані, в тому числі мавзолеї Августа і Адріана, в яких було поховано багато римських імператорів; попіл урн в обох гробницях був розкиданий. Руйнування  будівель значною мірою обмежувалися районами поблизу старого будинку Сенату і Соляної брами, де сади Саллюстія були спалені і вже ніколи не відновлювались. Базиліка Емілія і базиліка Юлія також були спалені.
Громадяни міста були пограбовані і багато з римлян були захоплені в полон, зокрема й сестра імператора Галла Плацидія. Деякі громадяни будуть викуплені, інші будуть продані в рабство, а інші будуть зґвалтовані і вбиті. Пелагій, римський монах з Великої Британії, пережив блокаду і написав про свої враження в листі до молодої жінки на ім'я Деметрія:
|           | Ця похмура катастрофа закінчилася, і ви самі є свідком того, як Рим, який командував світом, був здивований тривожною готичною сурмою, коли цей варварський і непереможний народ штурмував її стіни і пробивався через пролом. Де ж тоді були привілеї народження і відмінності якості? Хіба не всі ранги і ступені вирівнювалися в той час і безладно тулилися разом? Тоді кожен будинок був місцем нещастя, настільки ж наповненим скорботою і сум'яттям. Раб і благородна людина перебували в тих самих обставинах, терор смерті і вбивства був таким самим, якщо не сказати, що переляк справив найбільше враження на тих, хто мав найбільший інтерес до життя». |
| — Пелагій | |

Багато римлян були піддані тортурам, відмовляючись показувати місця розташування своїх цінностей. Однією з таких була 85-річна Марцелла, яка не мала ніякого прихованого золота, оскільки жила в благочестивій бідності. Вона була близькою подругою св. Ієроніма, і він деталізував інцидент у листі до жінки на ім'я Принсіпія, яка була з Марцеллою під час захоплення:
|                  | Коли солдати увійшли [в будинок Марцелли], вона, як кажуть, прийняла їх без будь-якої тривоги; і коли вони запитали її про золото, вона вказала на свою грубу сукню, щоб показати їм, що у неї немає закопаного скарбу. Однак вони не вірили в її показову бідність, і почали бити її бичами і палицями. Кажуть, що вона не відчувала болю, але кинулася до їхніх ніг і благала слізно, щоб вас не забирали у неї, або через вашу молодість повинні терпіти те, що вона, як стара жінка, не мала приводу побоюватися. Христос пом'якшив їхні тверді серця, і навіть серед кров'яних мечів природні пристрасті затвердили його права. Варвари перевели вас і її до базиліки апостола Павла, щоб ви знайшли там місце безпеки або, якщо не це, принаймні гробницю». |
| — Святий Ієронім | |

Марцелла померла від ран через кілька днів.
Історик Прокопій записав, що, коли Гонорій почув новину про те, що Рим «загинув», він спочатку був вражений, думаючи, що ця новина стосується улюбленої курки, яку він назвав «Рим»:
|                         | У той час вони говорять, що імператор Гонорій в Равенні отримав повідомлення від одного з євнухів, очевидно, хранителя птиці, що Рим загинув. І він закричав, сказавши: «І все-таки вона їла тільки із моїх рук!» Бо він мав дуже великого півня, на ім'я Рим; і євнух, розуміючи його слова, сказав, що це було місто Рим, яке загинуло від рук Аларіха, і імператор із полегшенням швидко відповів: «Я думав, що моя пташка Рим загинула». Кажуть, настільки великим було божевілля, яке заволоділо імператором». |
| — Прокопій Кесарійський | |

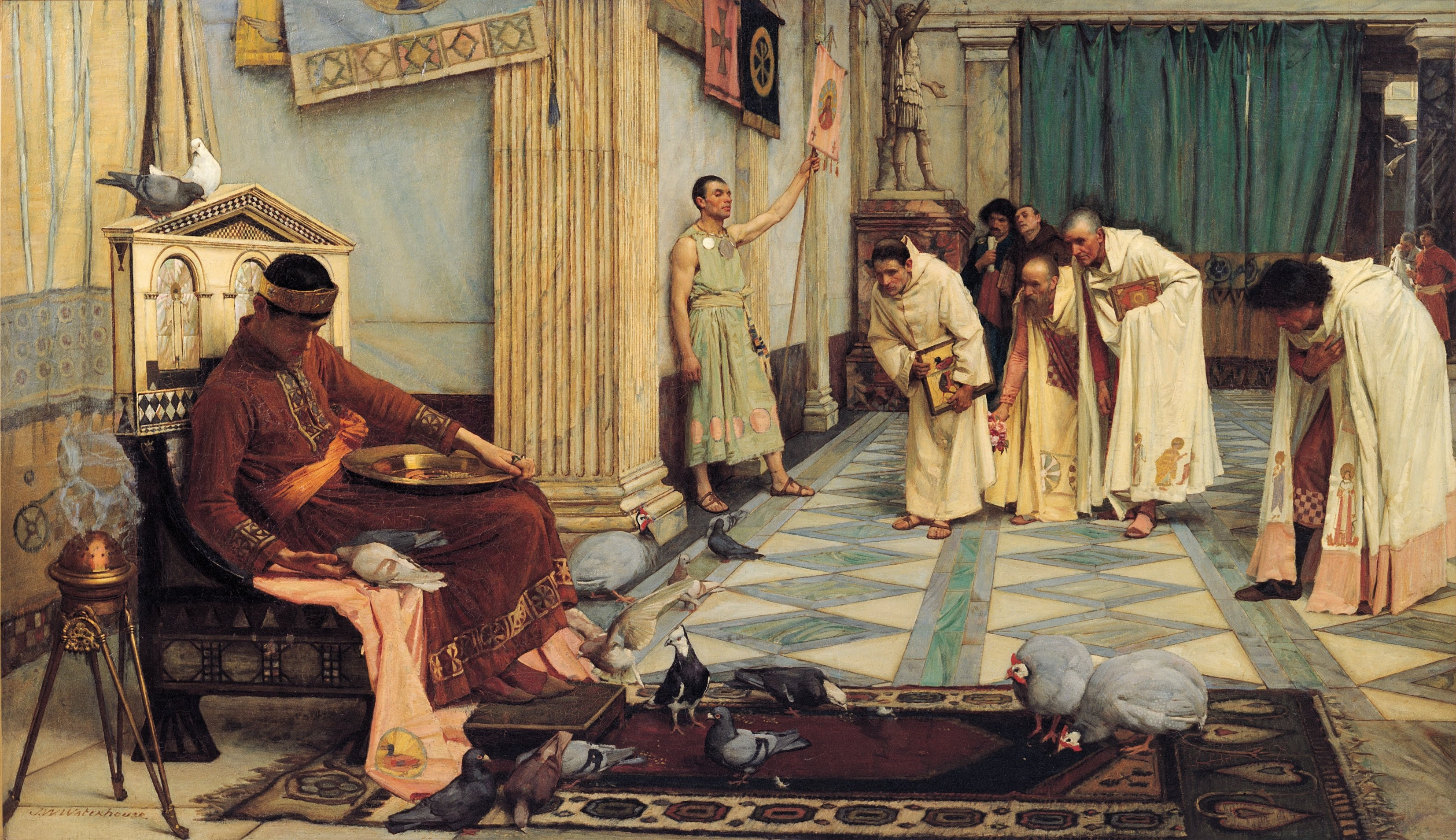
Фаворити імператора Гонорія. Джон Вільям Уотерхаус, 1883

Тим не менш, захоплення було, за мірками віку (і всіх віків), стриманим. Не було загального забою мешканців і дві основні базиліки Петра і Павла були призначені місцями святилища. Більшість будівель і пам'ятників в місті збереглися, проте, позбавлені їх цінностей. 

Руйнування міста йшло два повних дні. Готи не мали причин винищувати жителів, варварів цікавили насамперед їх багатства та продовольство, якого в Римі не було. Сучасник подій, Сократ Схоластик, повідомляє про наслідки захоплення міста:
|  | Взяли сам Рим і, спустошивши його, багато хто з чудових його будівель спалили, скарби розграбували, кількох сенаторів піддали різним стратам і умертвили. |

На третій день готи покинули спустошений голодом Рим.

## Наслідки
Після триденного пограбунку Аларіх швидко покинув Рим і вирушив до Південної Італії. Він узяв із собою багатства міста і цінну заручницю, Галлу Плацидію, сестру імператора Гонорія. Не знайшовши в Римі великих запасів продовольства, готи рушили на південь, спустошуючи Кампанію, Луканію і Калабрію. Нола і, можливо, Капуя були звільнені від пограбувань, проте вестготи погрожували вторгнутися в Сицилію і Африку. Але вони не змогли перетнути Мессінську протоку, оскільки зібрані ними кораблі були зруйновані штормом. Зрештою готи отаборились у Південній Італії, де у місті Козенца через кілька місяців, наприкінці 410 року Аларіх несподівано помер від хвороби, всього через кілька місяців після захоплення Рима. За легендою, його поховали з його скарбами та рабами в ложі річки Бусенто. Раби були вбиті, щоб приховати місцезнаходження поховання.
Вестготи обрали Атаульфа, зятя Аларіха, своїм новим королем. Потім вони рушили на північ, прямуючи до Галлії. У 414 р. Атаульф одружився з Галлою Плацидією, але помер через рік. У 418 р. вестготи створили власне Вестготське королівство на південному заході Галлії і допомагали Західній Римській імперії в 451 р. битися з гунами, очоленими Аттілою, при Каталаунських полях.
Життя в Римі швидко відновилося, проте в провінціях, які займали готи, мандрівники спостерігали надзвичайну розруху. В дорожніх нотатках, записаних в 417 р., Рутілій зауважує, що в Етрурії (Тусканія) після навали готів неможливо переміщатися через те, що дороги заросли, а мости зруйнувалися. В освічених колах Західної Римської імперії відроджувалося язичництво, падіння Рима пояснювали відступництвом від стародавніх богів. Проти таких настроїв Аврелій Августин написав твір «Про місто Боже» (De civitate Dei), у якому серед іншого вказав на християнство як вищу силу, що врятувала жителів Рима від повного винищення.
Вторгнення вестготів до Італії призвело до падіння земельних податків від однієї п'ятої до однієї дев'ятої від їх вартості до вторгнення в постраждалих провінціях. Аристократична великодушність, місцева підтримка громадських будівель і пам'ятників верхніх класів закінчилася в південно-центральній Італії після захоплення і розкрадання цих регіонів. Це був перший випадок за 800 років, коли місто Рим було захоплено, через що Західна Римська імперія стала більш вразливою і військово послабшала. Це стало шоком для людей обох частин імперії, які розглядали Рим як вічне місто і символічне серце їхньої держави. Східноримський імператор Феодосій II оголосив три дні жалоби в Константинополі. Св. Ієронім написав у скорботі: «Якщо Рим може загинути, що може бути безпечним?».
Захоплення Рима було кульмінацією багатьох кінцевих проблем, що стояли перед Західною Римською імперією. Внутрішні повстання і узурпації ослабили імперію перед зовнішніми вторгненнями. Ці фактори назавжди похитнули стабільність Римської імперії на заході. Римська армія тим часом ставала дедалі варварською і нелояльною по відношенню до імперії. Ще більше негативних наслідків спричинило захоплення Рима вандалами у 455 році. Остаточний розпад Західної Римської імперії стався у 476 році, коли германський вождь Одоакр скинув останнього західноримського імператора, Ромула Августула, і оголосив себе королем Італії.